# ウミユリ綱
ウミユリ綱（ウミユリこう、Crinoidea）は棘皮動物門の下位分類群のひとつで、ウミユリ（海百合）やウミシダと呼ばれる海洋性の生物が属する群である。浅海から6,000メートル級の深海まで広く分布する。名称はギリシア語の krinon 'ユリ'＋-oid '〜のようなもの' より。

## 概要
ウニやナマコと同じ棘皮動物の一群である。ユリの名の通り植物に似た茎のような構造を持ち、その基部で基物に付着している。しかし大部分の現生種では幼生の時のみ固着性で、成体になると自由遊泳性へと移行する。現生種としては約650種が知られているが、ウミユリ綱にはかつて大繁栄し化石種となったものが多い。古生代中期〜後期に形成された石灰岩の中には、その大部分がウミユリ綱の生物の遺骸から成っているものもある。

## 体制

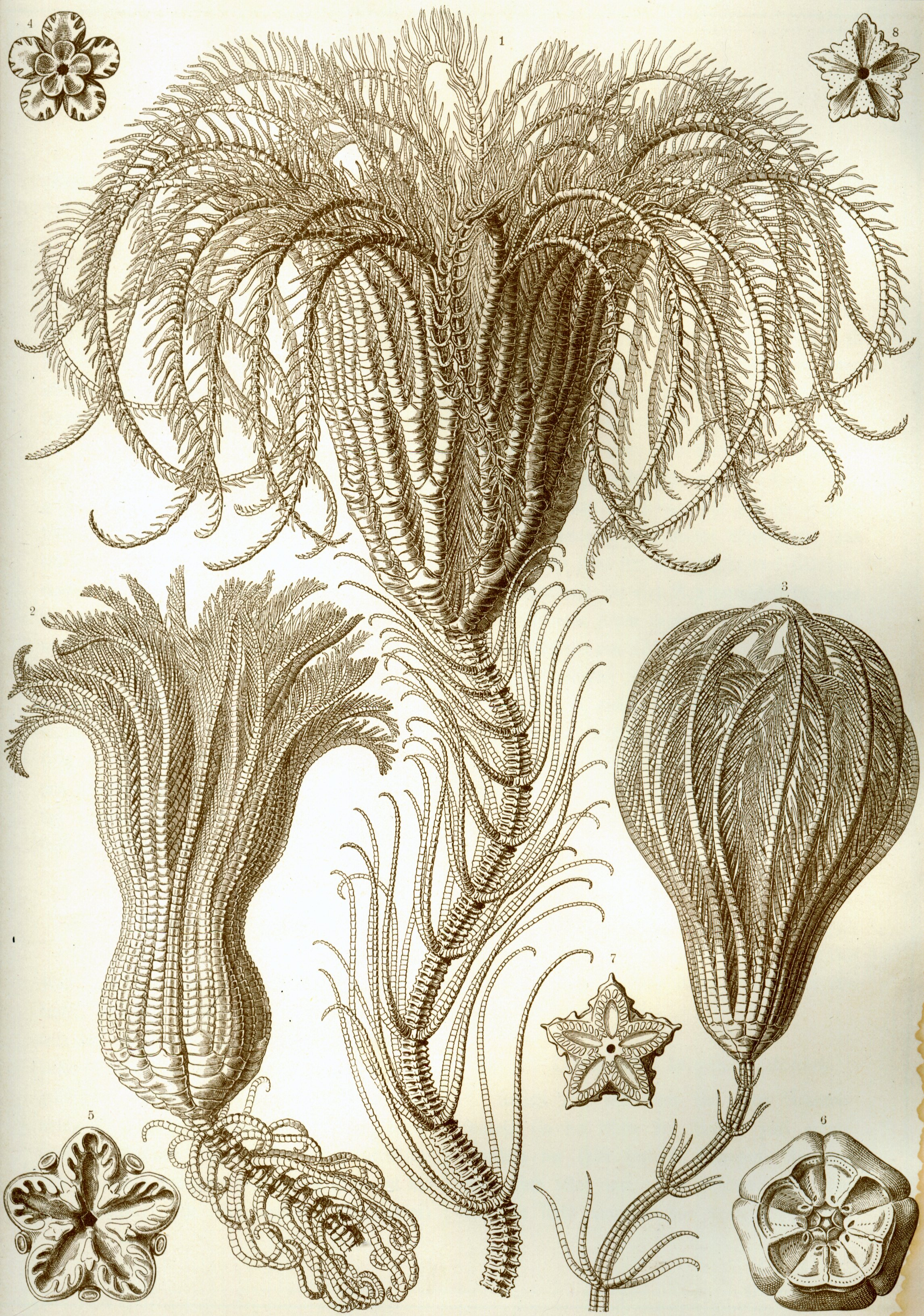
ヘッケルのスケッチ
(from Kunstformen der Natur)

植物でいうところの茎と花のような部位に分けられ、前者はそのまま茎（stalk）、後者は冠部（crown）と呼ばれる。茎は多数の石灰質性の小骨から成り、中は肉質組織で満たされている。器官の大部分は冠部に集中しており、後述するウミシダ目では成体になると茎が消失して冠部のみとなる。
冠部には半球状の萼（caryx）と呼ばれる部位があり、その周りに放射状の5本の腕（brachial）を持つ。この五放射総称の体制は棘皮動物の特徴である。ただし多くのウミユリ綱の生物は腕が分岐しており、5本以上の腕を持っているように見える。さらに腕の両側には羽枝（pinnule）と呼ばれる付属構造があり、餌の効率的な摂食に役立っている。萼の上面は口盤（oral disc）があり、口と肛門が隣接している。このような配置となるのは、ウミユリ綱の生物の消化管がU字型をしているためである。

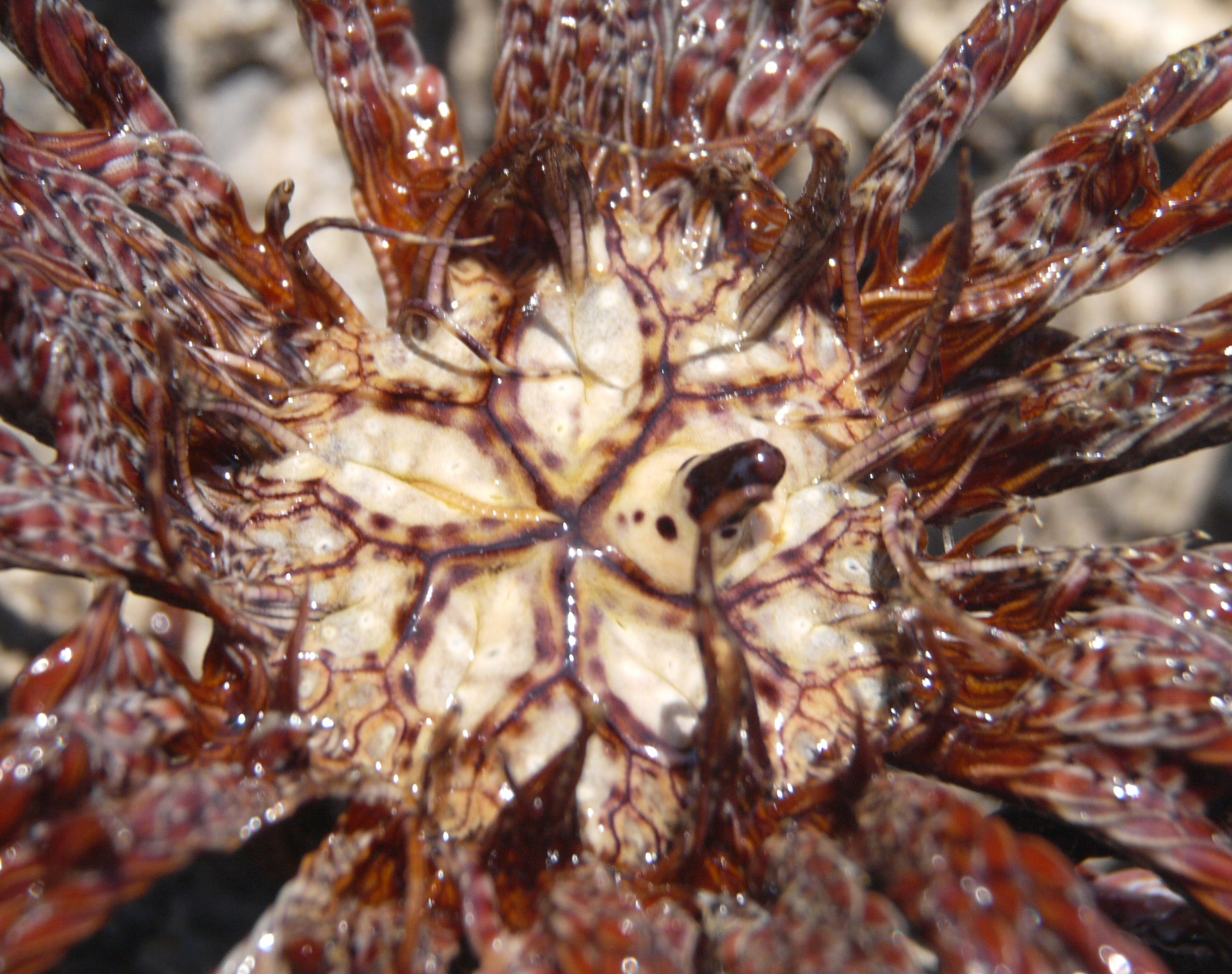
ヒガサウミシダの口盤
左の星模様が口と食溝
右の濃色の突出部が肛門

なお、腕が二叉分枝する点ではクモヒトデ類のテヅルモヅル類に似ているが、ウミユリ類では腕の基部でよく分枝し、先端はあまり分枝しないので花びらのように見えるに対して、テヅルモヅル類は先端に向けてどんどん枝分かれするので大きく扇形に広がる。

## 発生
ウミユリ綱は雌雄異体で、体外受精による有性生殖を行う。雄の個体が精子を、雌の個体が卵を放出すると、それらが潮流に乗って運ばれ、受精の後に幼生となる。
発生過程としては、ウミシダ目において3型の幼生が知られている。遊泳性、非摂食性のドリオラリア幼生が基物に着生し、次いで茎のあるシスチジアン幼生、ペンタクリノイド幼生へと形態変化する。ペンタクリノイド幼生は成熟すると茎を切り離し、遊泳性の成体となる。種毎の差異はあるが、受精からおよそ10〜16ヶ月で生殖可能な成体となる。幼生を一時的に保育する種も知られている。他の4目（有柄ウミユリ類）の発生過程は良く分かっていない。

## 生態

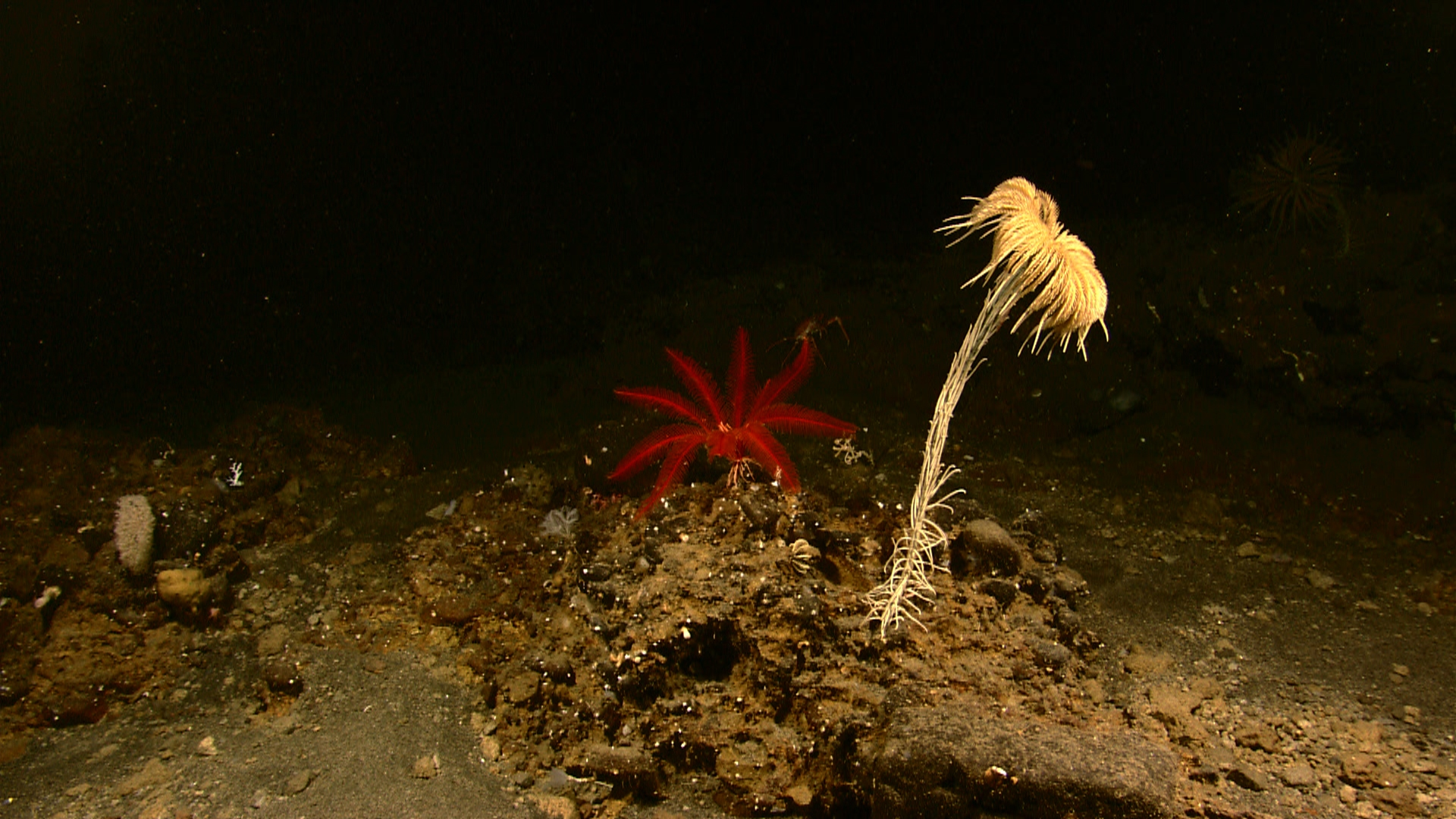
腕を広げるウミユリとウミシダ

ウミシダ類は浅海にも分布し、腕による遊泳や腕の下側の巻枝（cirrus）による匍匐運動を行う。一方、有柄ウミユリは100m以深にのみ生息する。日本ではトリノアシがもっとも浅い水域に見られる。有柄ウミユリは普段は植物の根のような、あるいは盤状の茎末端で基物に付いているが、茎を引きずって腕による移動は可能である。両者とも腕や羽枝を広げ、有機物粒子を捕らえて食べる。他の棘皮動物と同様に再生能力が非常に高く、腕はちぎれても再生する。
2005年には、西インド諸島のグランド・バハマ島の近海で、海底を高速で移動する有柄ウミユリが報告された。有柄ウミユリ類が移動することは古くから知られていたが、その速度はせいぜい0.6m/h程度であった。この種は現地調査にて140m/hを記録したと報告されている。
なお、化石種では根の部分に浮きをもって浮遊するものが知られている。

## 進化

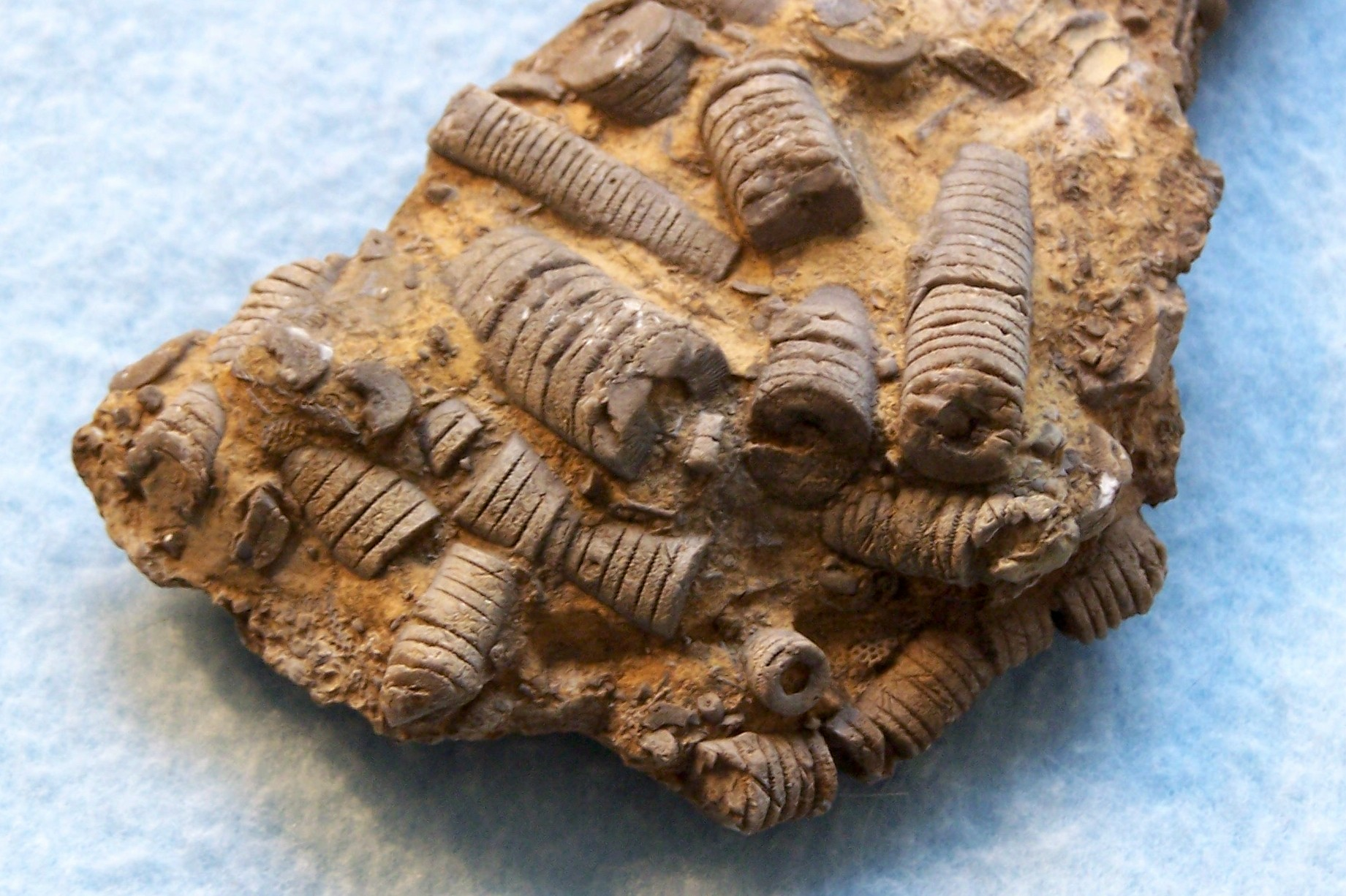
アーカンソー州産のウミユリの化石

ウミユリ綱の出現はオルドビス紀であり、同じCrinozoa（ウミユリ亜門）に属するEocystoid（原始ウミリンゴ類） と呼ばれる祖先生物群から進化したと考えられている。棘皮動物の祖先群としては他に Eocrinoid（原始ウミユリ類）があるが、この群は名称に反してウミユリ綱の祖先ではなく、Blastozoa（ウミツボミ亜門）に属し、ペルム紀まで栄えたBlastoid（ウミツボミ類） の祖先とされている。
ウミユリ綱はその歴史の中で波乱の経緯をたどっている。オルドビス紀に出現した直後には急速に生息域を拡大したものの、ペルム紀末期のP-T境界で絶滅の危機に瀕し、古生代に栄えたウミユリ綱の大部分はここで絶えた。少数が三畳紀以降に生き残り、中生代に再び放散、現生のものに近い柔軟な茎を持つ種が出現したと言われている。
幾つかの化石種、例えばペンタクリニテス（Pentacrinites）属のウミユリは流木などに付着していたらしく、完全なコロニーがしばしば発見されている。これはコロニーごと流木が沈み、化石化したものと考えられている。ペンタクリニテスの茎は数mに達するほど長い。一方、深海を中心とした穏やかな環境に棲む現生の近縁種では、茎は非常に短い。
大部分の現生ウミユリ綱は自由遊泳性のウミシダ類であり、成体に茎は無い。現生種のみならず、Marsupitsa、Saccocoma、Uintacrinus、Pterocoma といった化石種のウミシダも発見されている。これらの化石の多くはドイツのババリア州ゾルンホーフェン（Solnhofen）地域にあるジュラ紀の石灰岩性地層や、アメリカ合衆国カンザス州ニオブララの白亜紀層から出土している。一方、有柄ウミユリの化石は多くの地域で発見されている。
主な有柄ウミユリ類化石の発見場所（層序別）
- シルル紀層：イギリス、アメリカ東部
- デボン紀層：アメリカケンタッキー州・ミシガン州・イリノイ州・ニューヨーク州、ドイツブンデンバッハ（Bundenbach）近郊（Hunsrück Slates）
- 石炭紀層：イギリス、ベルギー、ロシア
  - ミシシッピー紀層（石炭紀前期）：アメリカアイオワ州、インディアナ州、アラバマ州
  - ペンシルベニア紀層（石炭紀後期）：アメリカ中部
- ペルム紀層：ティモール島、
- 三畳紀層：ドイツ、アメリカミズーリ州

ウミユリ綱の変遷は、棘皮動物において濾過摂食がどのように進化したかを示すものでもある。ウミユリ綱の生物のほか、前述の Blastoid も茎を持ち、濾過摂食を行う棘皮動物で、古生代の層から多く発見されている。このグループの化石は種類・絶対数ともにウミユリ綱を凌ぐ量が出土しており、当時の海底ではウミユリ綱と競合関係にあったと考えられている。しかしながら Blastoid はP-T境界で絶滅したため、その末裔は現存しない。ウミユリ綱の生物のみが、摂食様式の進化を知る手がかりとして現在も生きているのである。

## 分類と各群の特徴
ウミユリ綱の生物は過去に大繁栄したものの、現生種は650種程度であり、その9割がウミシダ目に分類される。残りの1割が有柄ウミユリ類であり、4目に細分される。ここでは現生の分類群のみリストする。絶滅群は冒頭の分類表を参照。
Class Crinoidea ウミユリ綱
Subclass Articulata 関節亜綱
ウミシダ類
現生ウミユリ綱の大部分を占める。成体への変態時に茎を失い、時に泳いで移動しつつ生活する。浅海にも見られる。ウミシダ目のみ。
- ウミシダ目 Comatulida
  - ヒメウミシダ科 Antedonidae
  - アシナガウミシダ科 Asterometridae
  - タコイボウミシダ科 Atelecrinidae
  - ユウビウミシダ科 Calometridae
  - カツラウミシダ科 Charitometridae
  - イボアシウミシダ科 Colobometridae
  - クシウミシダ科 Comasteridae：ニッポンウミシダ・リュウキュウウミシダ属
  - マダラウミシダ科 Eudiocrinidae
  - ハネウミシダ科 Himerometridae
  - トゲウミシダ科 Mariametridae：ヒガサウミシダ
  - イツウデウミシダ科 Pentametrocrinidae
  - イロウミシダ科 Thalassometridae
  - オオウミシダ科 Tropiometridae
  - クボミウミシダ科 Zenometridae
  - カセウミシダ科 Zygometridae

有柄ウミユリ類
いずれも成体が茎を持つ固着性の生物で、通常の生活形態はベントスである。前述の通り移動も可能。全て深海に生息する。目の分類は巻枝の有無と茎の断面形状による。
- †ホソウミユリ目 Millericrinida
茎の断面は円形。巻枝は無い。
- マガリウミユリ目 Cyrtocrinida
茎が非常に細い。巻枝は無い。
  - ホロプス科 Holopodidae

- チヒロウミユリ目 Bourgueticrinida
茎の基部が特徴的で、端板と呼ばれる構造を介して、あるいは植物の根のような巻枝で基物に固着する。基部以外の部分には巻枝は無い。
  - チヒロウミユリ科 Bathycrinidae
  - カワウミユリ科 Phrynocrinidae

- ゴカクウミユリ目 Isocrinida
茎の断面は正五角形。茎に巻枝を持つ。
  - ゴカクウミユリ科 Isocrinidae：トリノアシ
  - イセクリヌス科 Isselicrinidae
  - ムーランルージュ科 Proisocrinidae　プロイソクリヌス・ルベーリムス

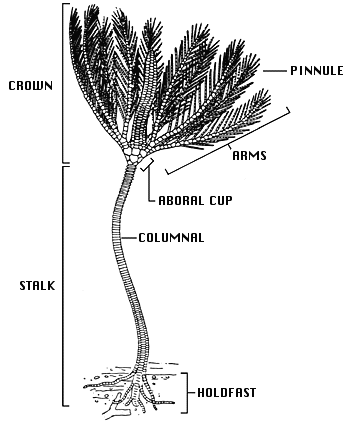
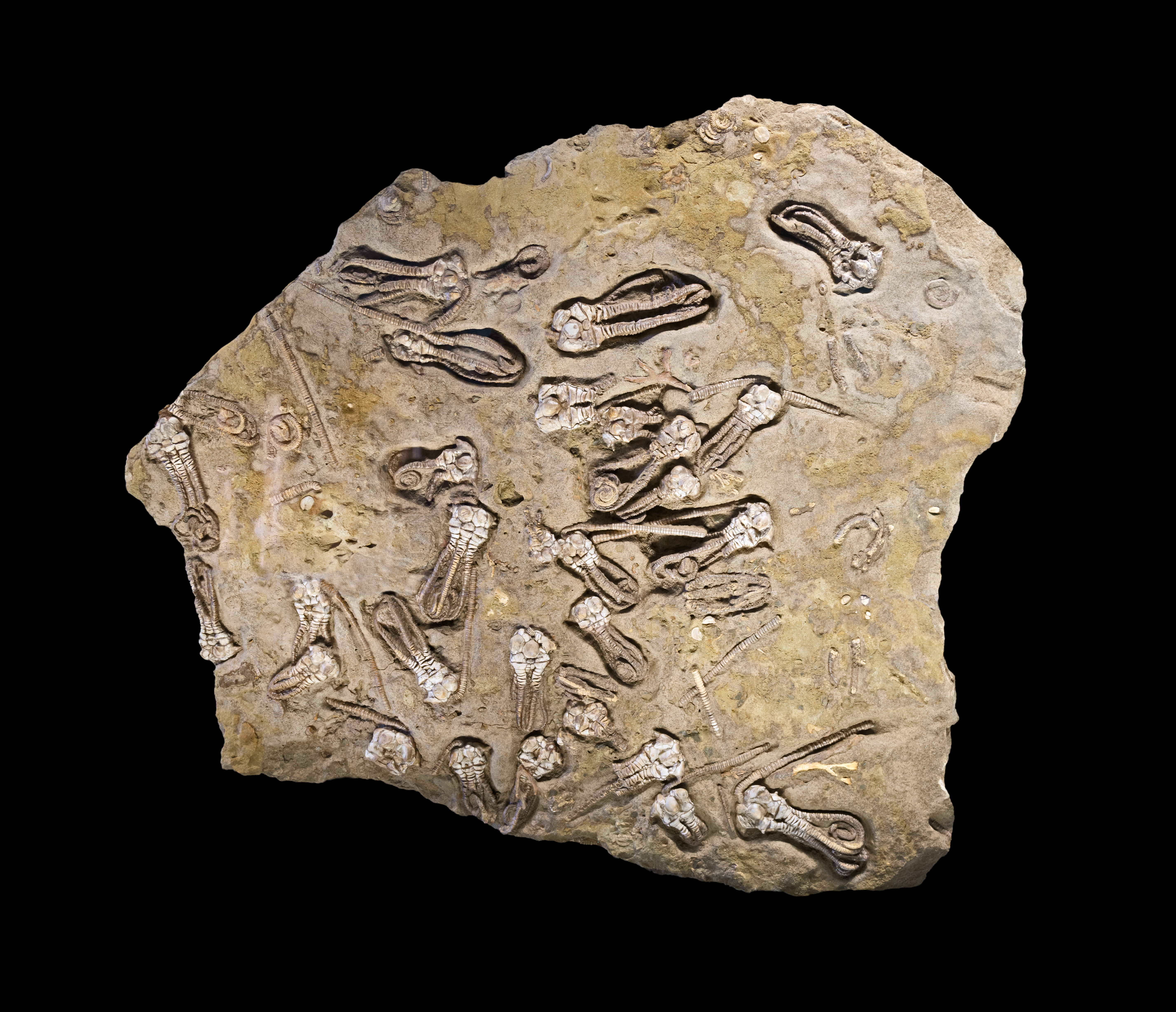
Jimbacrinus bostocki
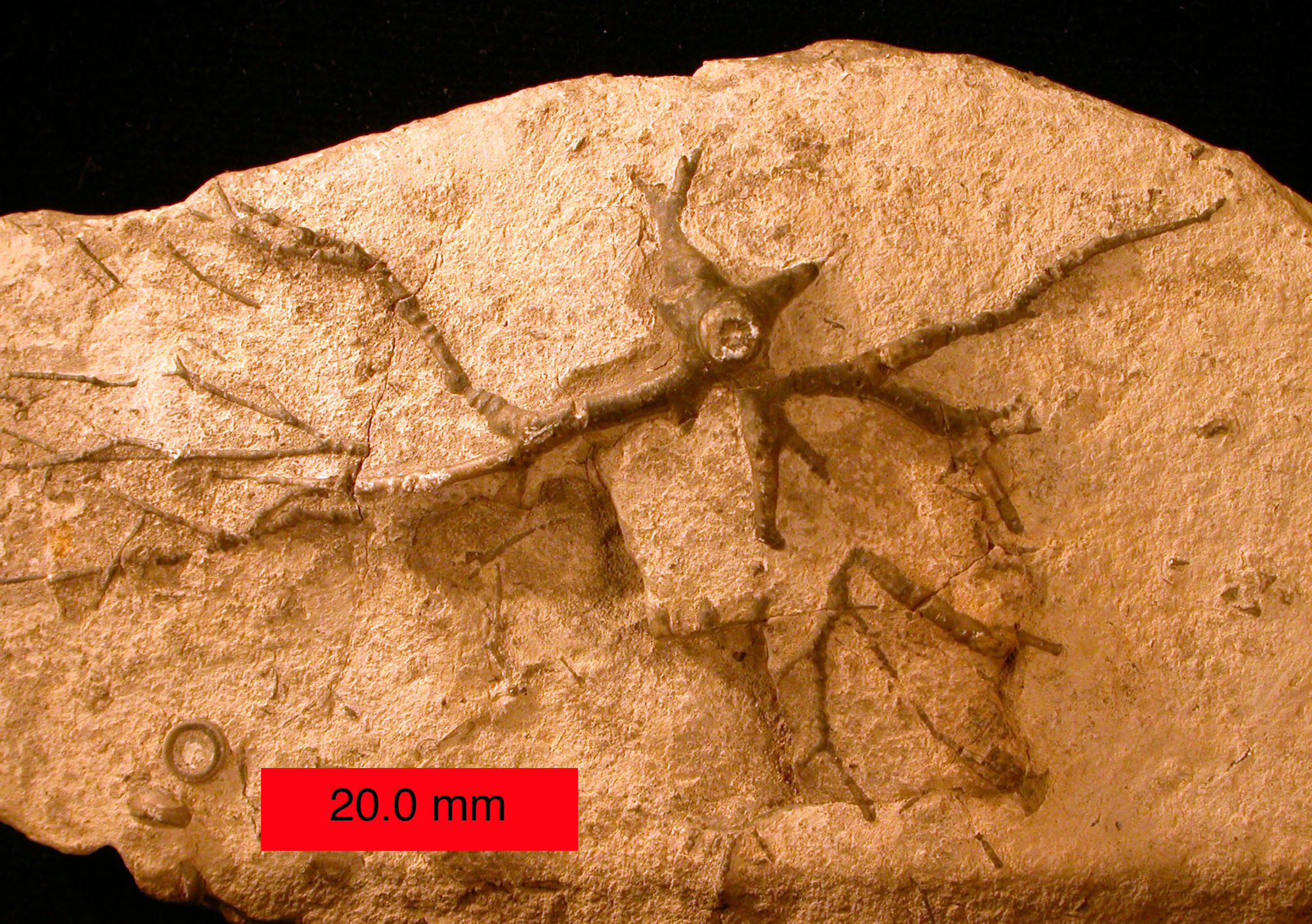
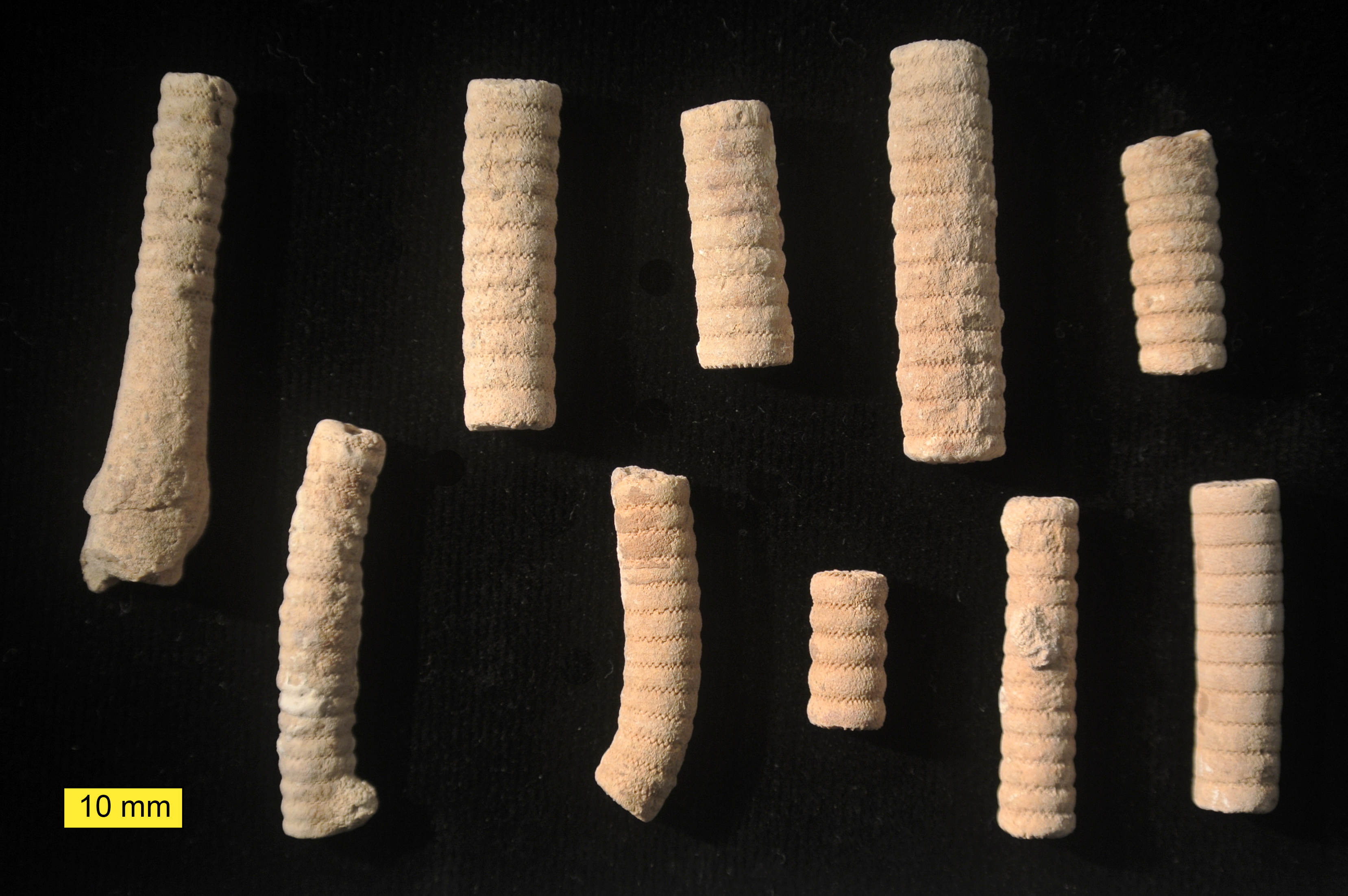
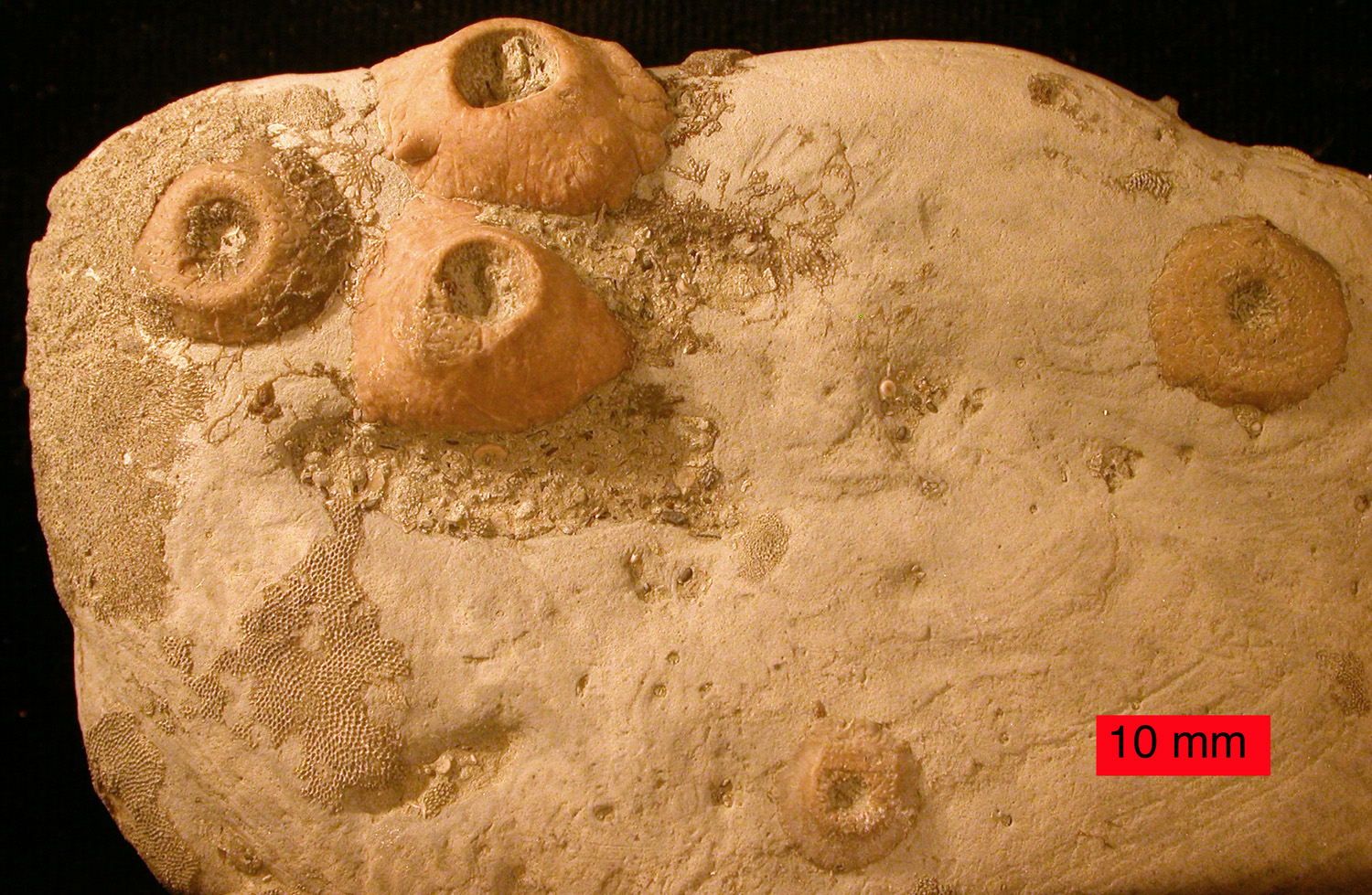
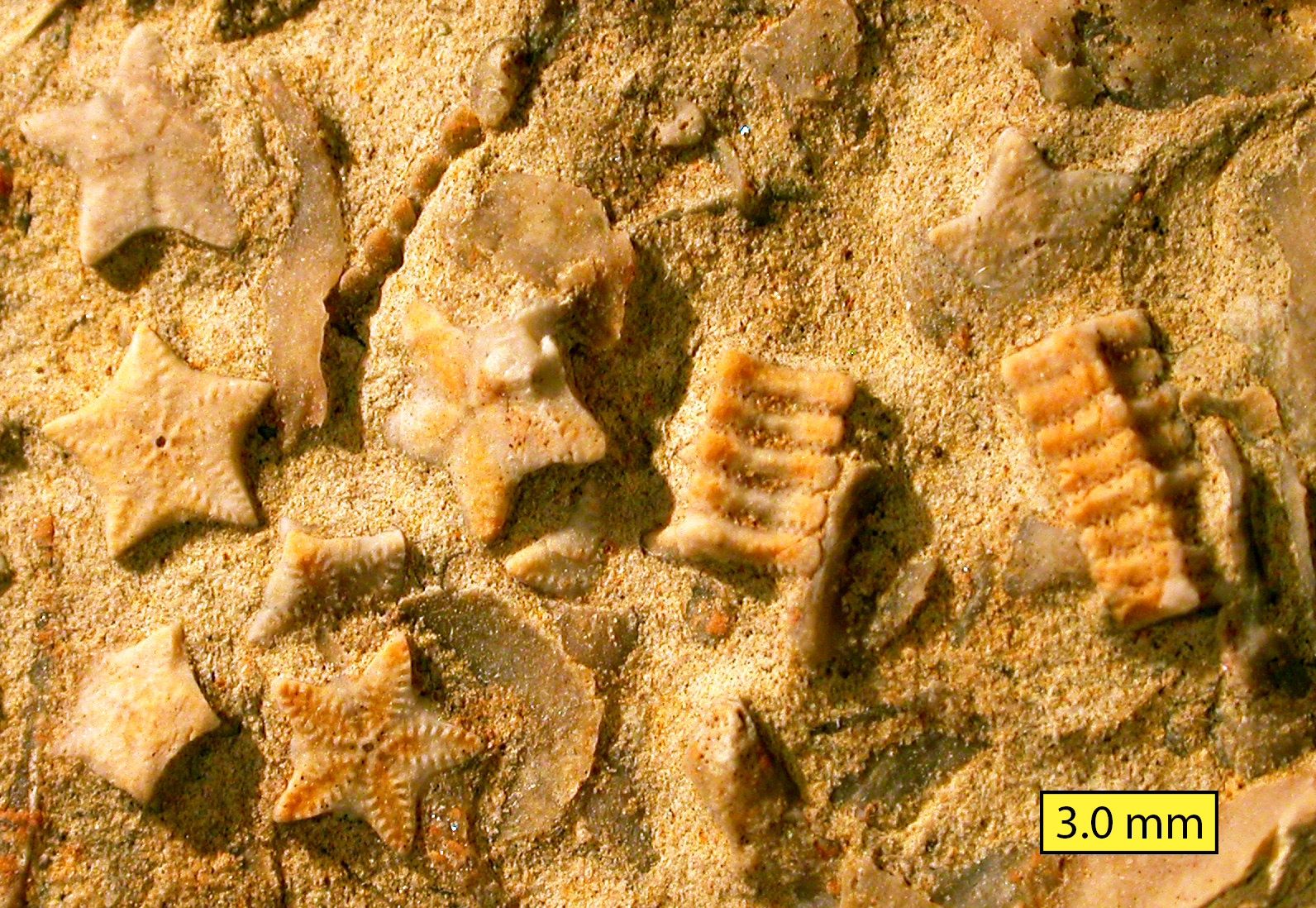